# Tiéfora
Tiéfora là một tổng của tỉnh Comoé ở tây nam Burkina Faso. Thủ phủ của tổng này là thị xã Tiéfora. Theo điều tra dân số năm 1996, tổng này có dân số 35.894 người..

## Các thị xã và các làng
- Thị xã Tiéfora	(4 673 dân) (thủ phủ)
- Bamako	(1 383 dân)
- Biton (1 429 dân)
- Bondorola	(615 dân)
- Boulo	(2 444 dân)
- Boussanra I	(421 dân)
- Boussanra Brousse	(2 654 dân)
- Djandoro	(1 497 dân)
- Dramandougou	(1 217 dân)
- Fandiora	(1 329 dân)
- Houetiara	(930 dân)
- Kangounaba	(1 154 dân)
- Kangounadeni	(1 521 dân)
- Labola Foukara	(412 dân)
- Labola Kassianra	(322 dân)
- Labola Koumoussanra	(453 dân)
- Labola Nambalfo	(1 025 dân)
- Labola Sankrala	(825 dân)
- Libora	(953 dân)
- Loubora	(155 dân)
- Moussoumourou	(1 108 dân)
- Nadrifa	(142 dân)
- Naniagara	(1 662 dân)
- Sakora	(1 869 dân)
- Sangora	(1 235 dân)
- Sankara	(891 dân)
- Saterna	(388 dân)
- Sikane	(808 dân)
- Sokoura	(739 dân)
- Sounougou	(1 640 dân)